# Echthausen
Echthausen ist ein 6,82 km² großer Ortsteil von Wickede im westfälischen Kreis Soest mit 1511 Einwohnern zum 31. Januar 2019.

## Geographie
Echthausen liegt südöstlich von Wickede genau in einer Schleife, wo die Ruhr ihren nördlichsten Punkt erreicht. Nachbarorte im Osten sind Waltringen,  Bremerheide, Hünningen und Lüttringen. Im Süden grenzt Echthausen an Voßwinkel. Wimbern liegt, durch den Echthauser Berg getrennt, im Westen.

## Geschichte

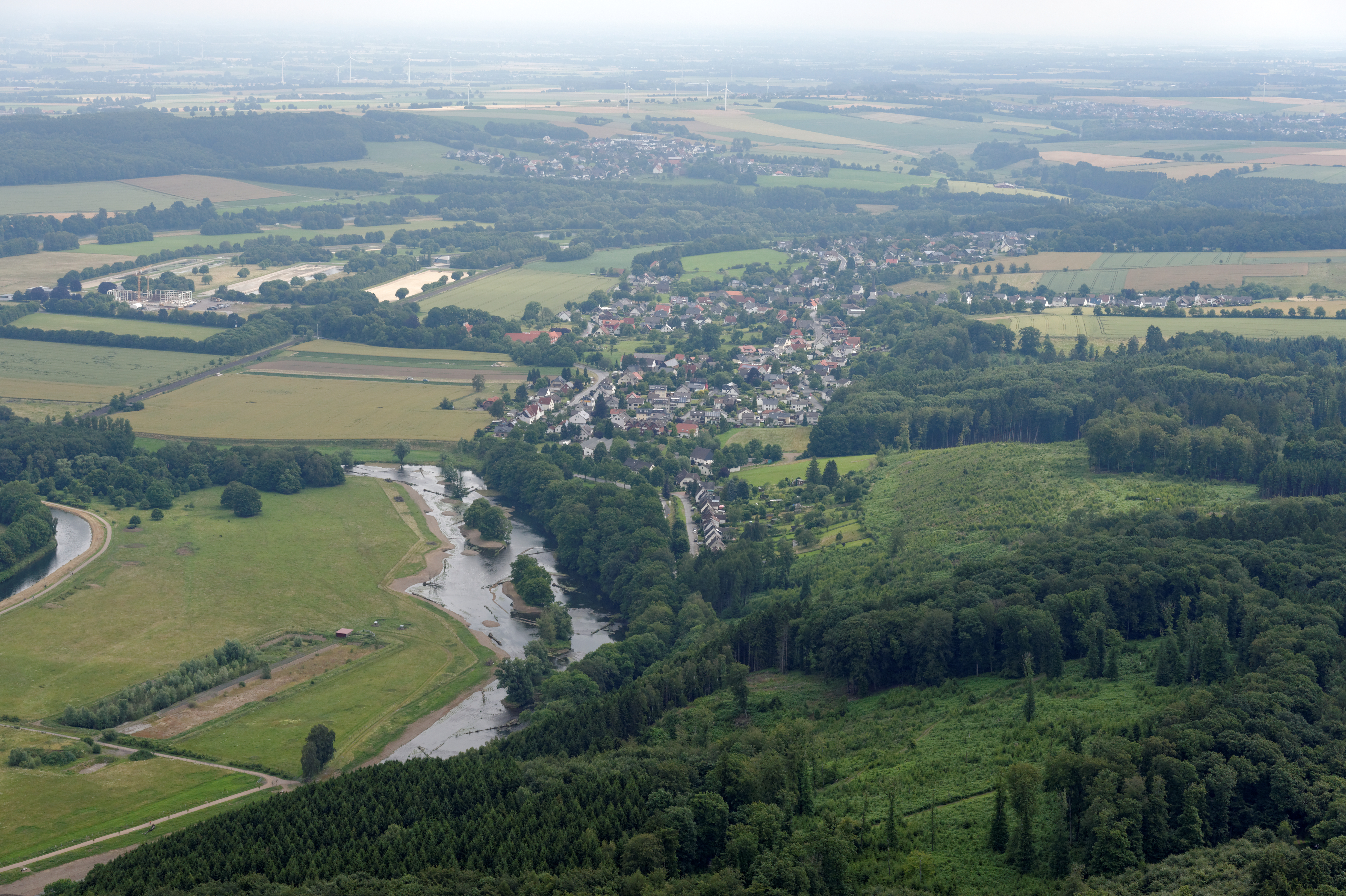
Luftaufnahme (2014)

Die erste urkundliche Erwähnung Echthausens datiert aus dem Jahr 1036 aus einer Urkunde im Urbar der Abtei Werden. Hier wird der Name Ahtisberga genannt, aus dem über Athise, danach Etese, Egtesen und Echthuißen ab 1565 der heutige Name Echthausen entstand.
Am 1. Juli 1969 wurde Echthausen nach Wickede (Ruhr) eingemeindet.

## Wappen
Blasonierung: Ein in Gold (Gelb) und Blau im Wellenschnitt gespaltenes Feld mit zwei ins Andreaskreuz gestellten Fahnen, von denen die rechte an silbernem Schaft das Wappen des Grafen von Arnsberg, einen silbernen Adler auf blauem Feld, die linke an rotem Schaft eine Rose auf goldenem Grund, das Wappen der Grafen von Berg zeigt. Das Wappen erinnert an die Schlacht an der „Egteser Brücke“ im Jahre 1185.

## Haus Echthausen
Das Haus Echthausen ist ein Wasserschloss. Es gehörte einst den Grafen von Arnsberg, ab 1835 dann der Familie von Böckenförde genannt Schüngel. 1909 kam es an die Erbsälzerfamilie von Lilien, die es 1924 an den Freiherrn von Boeselager veräußerte. 1991 verkauften dessen Nachfahren das stark heruntergekommene Anwesen an die Unternehmerfamilie Bente, die sämtliche Gebäude sowie den dazugehörigen Park aufwändig sanierte und seitdem als Wohnsitz nutzt.

## Persönlichkeiten
- Alfred Baum (* 1952), im Einer-Kajak dreimaliger Deutscher Meister und Olympia-Fünfter